# Ниве, Бенжамен
Бенжаме́н Ниве́ (фр. Benjamin Nivet; род. 2 января 1977, Шартр) — французский футболист, полузащитник любительского клуба «Этуаль де Бру».

## Биография
Начинал свою карьеру в юношеской системе «Осера», в сезонах 1997/98 и 1998/99 провёл по 7 матчей за клуб, после чего был отдан в аренду клубу «Шатору» из Division 2. Забив в том сезоне в 30 матчах 5 мячей, Ниве заключил с клубом контракт, по которому отыграл за него в Division 2 ещё полтора сезона. В январе 2002 года он вернулся в Division 1, где стал игроком «Труа». В сезоне 2002/03 они вместе с этим клубом с последнего места вылетели в Ligue 2, а в сезоне 2004/05 заняли в этом турнире третье место и вернулись в элиту французского футбола, чему способствовали 12 голов Ниве (его личный рекорд для одного сезона). Сезон 2007/08 начал в составе вернувшегося в Ligue 1 «Кана», так как «Труа» вновь покинул сильнейшую лигу Франции. В следующем сезоне вылетел с «Каном» в Ligue 2.

## Достижения
«Труа»
- Бронзовый призёр Лиги 2: 2004/05 (выход в Лигу 1)

«Кан»
- Победитель Лиги 2: 2009/10 (выход в Лигу 1)